# PAQ
PAQ（ぱっく）とは、非常に高い圧縮率を持つデータ圧縮方式。派生としてkgb圧縮やzpaq圧縮等がある。
PeaZip等のアーカイバで扱うことができる。